# نهائي كوبا ليبرتادوريس 1972
كانت نهائيات كوبا ليبرتادوريس دي أمريكا عام 1972 آخر ذهاب وإياب لتحديد بطل نسخة 1972 من كوبا ليبرتادوريس . وخاضها نادي إندبندينتي الأرجنتيني ونادي يونيفرسيتاريو البيروفي. أقيمت مباراة الذهاب يوم 17 مايو على ملعب ناسيونال في ليما ، وأقيمت مباراة الإياب يوم 24 مايو في ملعب إندبندنتي في أفيلانيدا.
فاز إندبندينتي بنتيجة 2-1 في مجموع المباراتين، محققًا لقبه الثالث في كوبا ليبرتادوريس.

## الفرق المتأهلة
| فريق          | مشاركات سابقة (الخط الغليظ يشير إلى فوز) |
| ------------- | ---------------------------------------- |
| يونيفرسيتاريو | -                                        |
| انديبندينتي   | 1964 ، 1965                              |